# Andriolo de Santi
Andriolo de Santi (noto anche come Andriolo da Venezia) (1320 circa – entro il 1375) è stato uno scultore e architetto italiano.

## Biografia

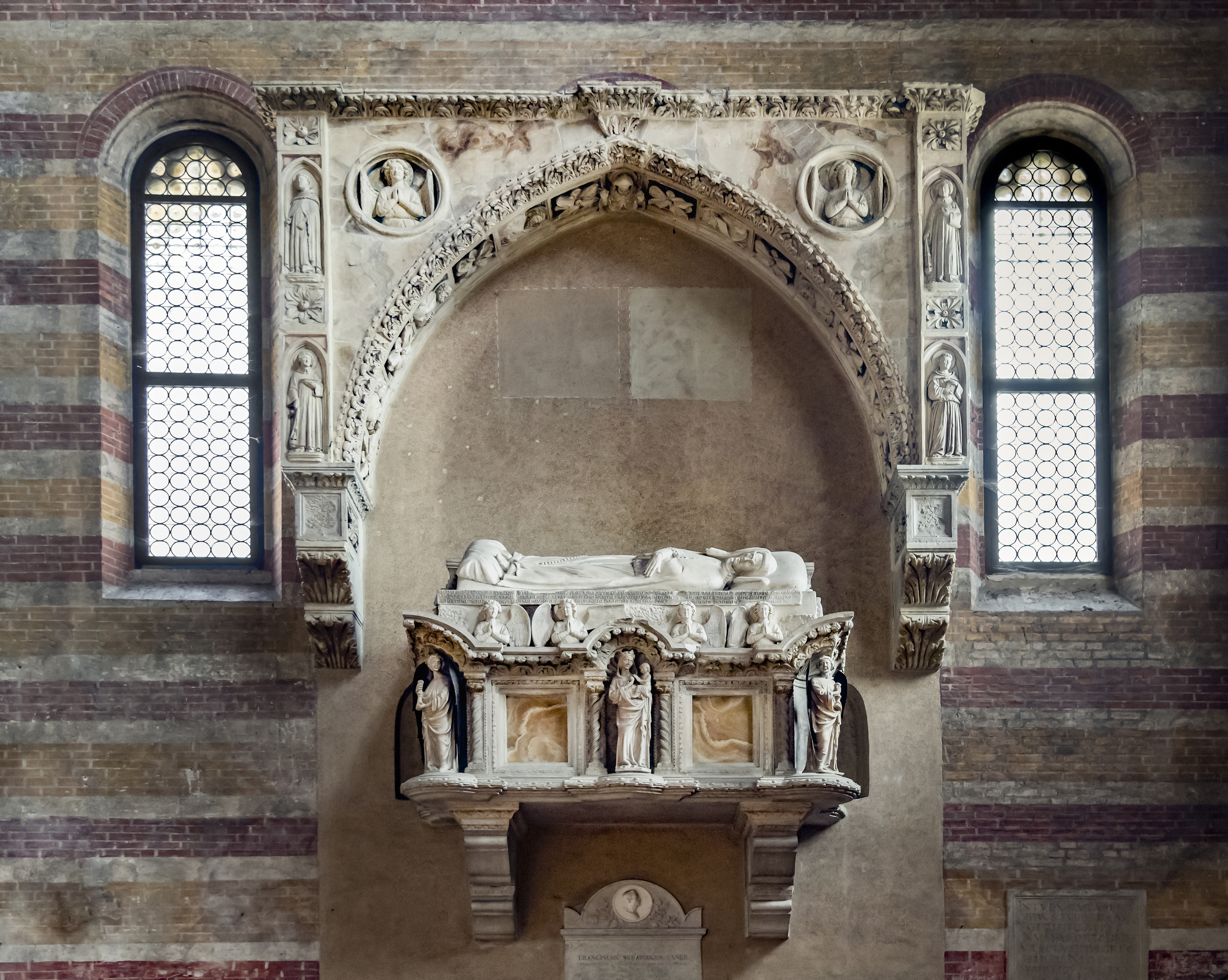
Chiesa degli Eremitani - Tomba di Ubertino da Carrara.

La sua prima opera nota è il portale della chiesa francescana di San Lorenzo a Vicenza dove l'artista è documentato tra il 1342 e il 1344.
Negli stessi anni Andriolo era impegnato a Venezia nel cantiere di Palazzo Ducale dove partecipò alla realizzazione dei capitelli figurati del portico insieme a Filippo Calendario e altri tajapietra.
Lo si ritrova anche a Padova, dove nel 1351 gli venne commissionato il monumento funebre di Jacopo II da Carrara e dove gli può essere assegnata anche la dirimpettata tomba di Ubertino da Carrara, morto nel 1345, speculare nella struttura, nelle sculture e in certi dettagli. Prima nella chiesa di Sant'Agostino, le arche furono poi trasferite agli Eremitani. Nel 1364 realizzò una cappella in seguito demolita, nella chiesa degli Eremitani a Padova.
Nel 1372 stipulò un contratto con Bonifacio Lupi che lo incaricava dei lavori di rifacimento della cappella San Giacomo (oggi di San Felice), al Santo di Padova, completata dopo la morte dello scultore (avvenuta nel 1375) da un maestro Giovanni, probabilmente identificabile col figlio. Qui diede libero sfogo agli spunti gotici veneziani, nelle colonne in marmo colorato, con capitelli dorati, nei timpani lavorati, nell'uso di marmi bianchi e rossi.

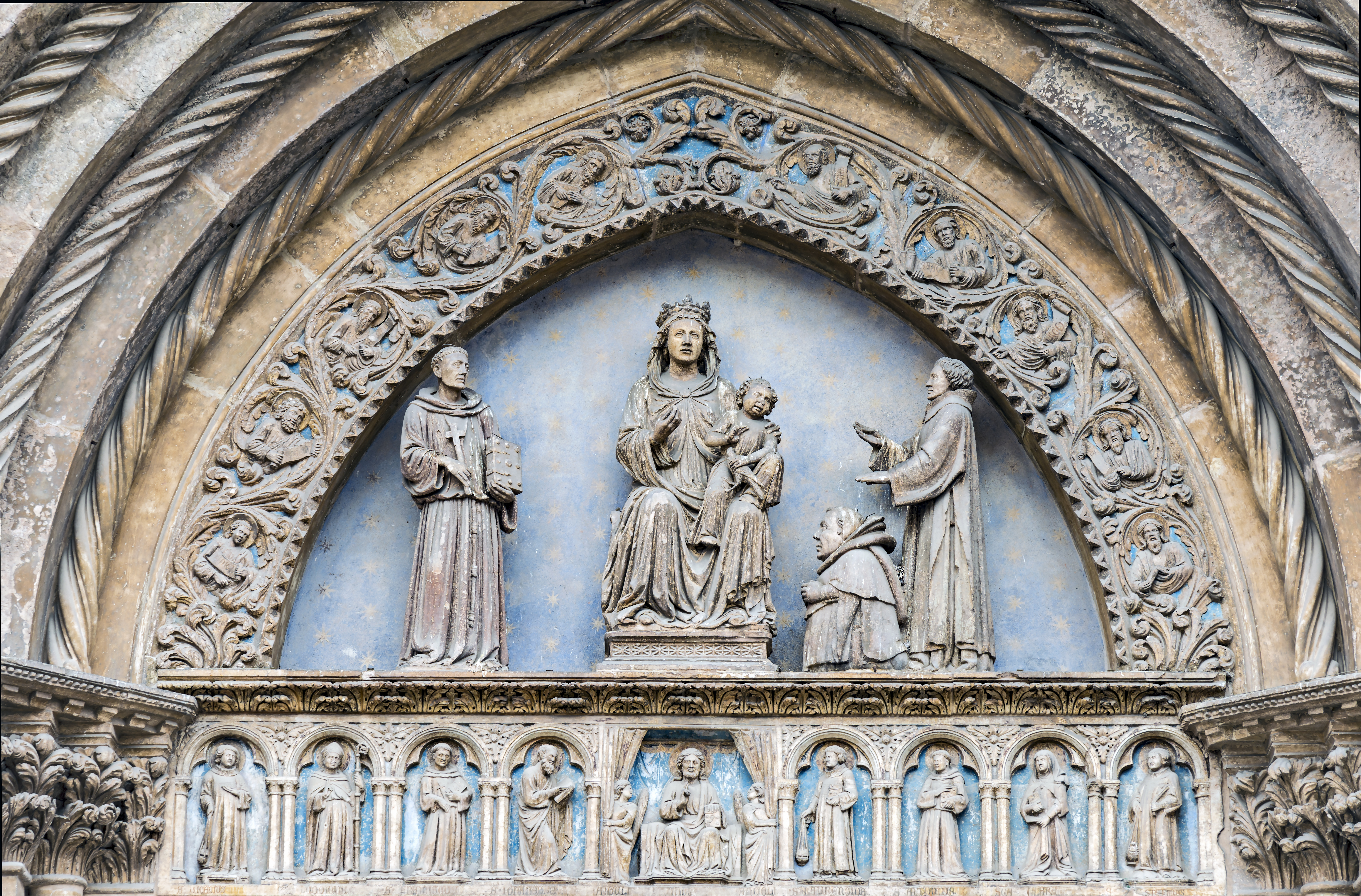
Portale maggiore della chiesa di San Lorenzo, Vicenza.

Wolfgang Wolters nel 1976 ha ridimensionato il corpus di opere che all'artista erano state assegnate nel corso degli anni dalla critica. Quest'ultimo gli attribuisce il monumento di Duccio degli Alberti (morto nel 1336) ai Frari a Venezia, una Madonna con Bambino nella cappella Sanguinacci agli Eremitani a Padova, forse proveniente dalla cappella documentata del 1364 e poi demolita, e un'effigie di Tito Livio all'esterno del Palazzo della Ragione di Padova.
Andriolo risulta defunto in un documento del 25 novembre 1375 pubblicato da Moschetti.